# 延斯·施罗特
延斯·施罗特（德語：Jens Schröter，1970年1月22日—）是一位德国媒体学者。他在德国波恩大学担任媒体文化研究的主席。

## 科学生涯
施罗特 在德国波鸿鲁尔大学学习戏剧、电影和电视研究、艺术史和哲学。1997年至1999年，他获得了论文奖学金，1999年至2002年，他在埃森大学的摄影理论和历史捐赠教授职位上担任研究助理。2002年，施罗特以论文《网络与虚拟现实》获得博士学位。关于通过通用机器对社会进行自我编程。从2002年到2008年，他在锡根大学615研究学院（媒体动荡）担任工作人员，从事雕塑的虚拟化项目：重建、展示、安装。
2008年，施罗特 出版了专著《3D》。超平面图像的历史、理论和美学。同年，他被任命为锡根大学多媒体系统的理论和实践教授。2008年至2012年，施罗特担任定位媒体研究生院院长，随后成为DFG定位媒体研究培训小组的申请研究员之一（2012年至2021年）。2010年至2014年，他（与魏玛包豪斯大学的 洛伦兹-恩格尔 一起）担任DFG研究项目 "作为变化的反映和投影的电视剧 "的负责人。自2015年4月起，施罗特 在波恩大学担任媒体文化研究的主席。
2014年4月/5月，施罗特 在匈牙利塞格德大学担任约翰-冯-诺伊曼研究员。2014年9月，他是广东外语外贸大学的访问教授。2014/2015年冬季学期，施罗特 是吕讷堡大学DFG研究培训小组媒体计算机模拟文化的高级研究员，研究项目是计算的文化/模拟的政策。2017年夏季学期，他在维也纳国际文化研究中心担任高级研究员，研究项目为无序和三维图像。2017/2018年冬季学期，施罗特在魏玛的文化技术研究和媒体哲学国际学院担任高级研究员，研究项目为《个人的操作本体》。自2016年以来，他一直是与 斯特凡-梅雷茨, 汉诺-帕尔 和 曼努埃尔-肖尔茨-韦克勒 在大众基金会协会共同申请的项目的发言人，在钱之后。开启了一场对话。从2018年到2021年，施罗特 和 安雅-斯托夫勒 一起领导DFG的研究项目梵高电视。对她的遗产进行索引、多媒体记录和分析。在2021/2022年冬季学期，他将在波鸿高级互联网研究中心拥有一份奖学金。
施罗特 的研究包括数字媒体的理论和历史、摄影的理论和历史、中间性、三维图像、与价值批评讨论的媒体理论、音频媒体和听觉文化以及电视系列。他的出版物已被翻译成许多语言（包括中文、英文、匈牙利语、土耳其语）。

## 出版物的选择
跨媒介性的四种话语, 载于《中国比较文学》2021年第1期。中国比较文学》2021年第1期（2021年第1期），第2-11页。DOI:10.16234/j.cnki.cn31-1694/i.2021.01.002
互联网和 "无摩擦资本主义" (目前正在出版)